# El yatiri (Arturo Borda)
El yatiri es una pintura al óleo del artista boliviano Arturo Borda. Es considerada una de las piezas más importantes del autor.El cuadro data de 1918 y está resguardado en una colección privada en la ciudad de La Paz.

## Historia
El personaje del yatiri es recurrente en las obras de Borda, ya sea pictóricas o literarias. En su novela El loco, el yatiri no solo es retratado como un sabio curandero, sino también como un rebelde justiciero que se opone al hombre blanco mediante dotes mágicas. Esta identidad del yatiri, que encarna el conocimiento ancestral y la resistencia cultural, se materializa tanto en su producción pictórica como literaria. El mismo Borda dijo que utilizaba todos los medios que tenía a su alcance, incluyendo fotos, para su trabajo artístico.   

## Descripción de la obra
En el centro de la pintura está un viejo al que observan tres mujeres. El hombre está en harapos, pero las mujeres lo ven con mucha atención, pues está leyendo las hojas de coca mientras las deja caer sobre un tejido en el suelo.Lo observan dos mujeres indígenas, una adulta y una niña, así como una muchacha de piel blanca. Todas ellas ven con atención y respeto al anciano. Según el historiador de arte Pedro Querejazu:   
Esta representación de hombre pobre y desprovisto de bienes materiales pero rico en sabiduría y conocimiento es esencialmente romántica y simbolista. Puede considerarse también que el personaje representa de manera simbólica tanto a los indígenas de Bolivia como al hombre universal. Por eso ha sido considerada como una de las representaciones más antiguas del indigenismo en el arte del país. A juzgar por la poblada barba y el perfil, no se trataría de un indígena originario.
La obra se basa en una fotografía que poseía Borda. No hay consenso sobre si el artista capturó la imagen o si simplemente esta llegó a sus manos. Algunas fuentes dicen que se trata de una imagen del personal doméstico de Borda con una sobrina suya y un yatiri, grupo al que Borda hizo posar en el patio de su casa de la calle Bolívar de la ciudad de La Paz. Posteriormente reprodujo la imagen en la pintura con gran fidelidad respecto de los personajes, pero cambió el ambiente de patio, ubicando la escena en las cercanías del lago Titicaca.
Respecto a la técnica pictórica, el cuadro posee elementos característicos del indigenismo pictórico, donde predominan los tonos rojos, naranjas, cafés y amarillos para representar la imagen del indígena boliviano, resaltando su fuerza y conexión con la tierra. Este uso del color tiene antecedentes en la pintura colonial boliviana, como en la obra de Melchor Pérez de Holguín, quien, influenciado por la escuela tenebrista, plasmó un mundo de recogimiento, penitencia y fe profunda a través de pigmentos oscuros en contraste con rojos y amarillos sobresaturados en figuras religiosas.